# Hrabstwo Fayette (Teksas)

Piramida wieku hrabstwa

Hrabstwo Fayette – hrabstwo położone w USA w stanie Teksas. Utworzone w 1837 r. Siedzibą hrabstwa jest miasto La Grange.

## Gospodarka
62% areału stanowią pastwiska, następnie 19% to obszary uprawne i 16% leśnicze. 
- hodowla bydła, drobiu, trzody chlewnej, koni i kóz[1]
- produkcja paszy[1]
- wydobycie ropy naftowej i gazu ziemnego[2]
- uprawa kukurydzy i orzechów pekan[1]
- turystyka[3]

## Miasta
- Carmine
- Fayetteville
- Flatonia
- La Grange
- Muldoon
- Schulenburg
- Round Top

## Inne miejscowości
- Praha

## Sąsiednie hrabstwa
- Hrabstwo Lee (północ)
- Hrabstwo Washington (północny wschód)
- Hrabstwo Austin (wschód)
- Hrabstwo Colorado (południowy wschód)
- Hrabstwo Lavaca (południe)
- Hrabstwo Gonzales (południowy zachód)
- Hrabstwo Caldwell (zachód)
- Hrabstwo Bastrop (północny zachód)

## Demografia
- biali nielatynoscy – 70% (pochodzenia niemieckiego – 28,8%, czeskiego – 14,2%, angielskiego – 8% i irlandzkiego – 6,2%[4])
- Latynosi – 22,4% (Meksykanie – 21,1%[4])
- czarni lub Afroamerykanie – 6,3%
- rdzenni Amerykanie – 1,4%[5].

## Religia
Według danych z 2020 roku krajobraz religijny hrabstwa jest mniej więcej podzielony na katolików (45,5%) i protestantów (ok. 40%). Wśród ugrupowań protestanckich wyróżniają się: luteranie (13,2%), południowi baptyści (12,4%), metodyści (5,3%) i ewangelikalni bezdenominacyjni (4,1%).